# Acantholimon kaschgaricum
Acantholimon kaschgaricum är en triftväxtart som beskrevs av Igor Alexandrovich Linczevski. Acantholimon kaschgaricum ingår i släktet Acantholimon och familjen triftväxter. Inga underarter finns listade i Catalogue of Life.